# Mionnay
Mionnay är en kommun i departementet Ain i regionen Auvergne-Rhône-Alpes i östra Frankrike. Kommunen ligger  i kantonen Reyrieux som ligger i arrondissementet Bourg-en-Bresse. Kommunens areal är 19,62 km². År 2022 hade Mionnay 2 309 invånare.

## Befolkningsutveckling

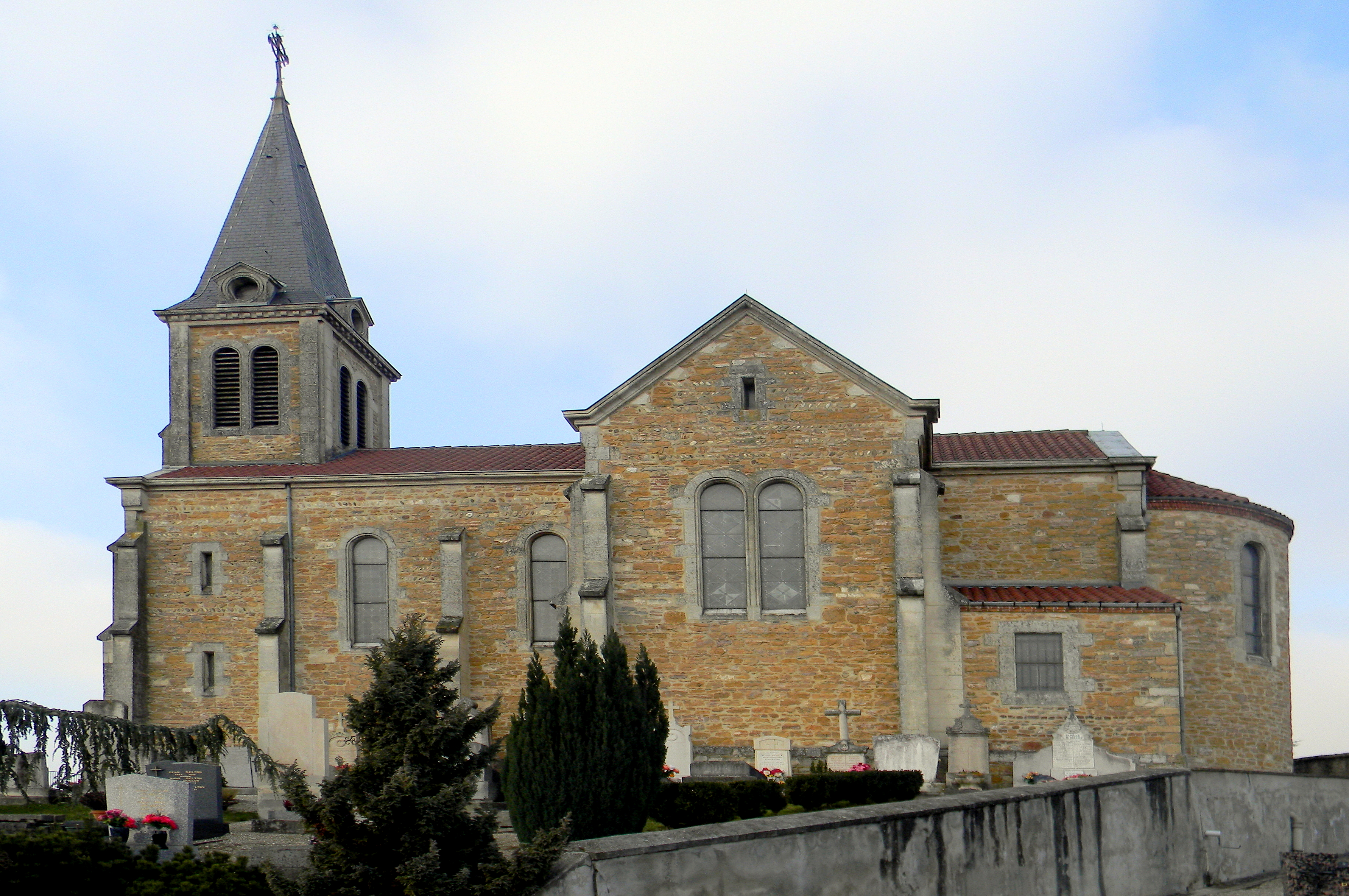

Antalet invånare i kommunen Mionnay
Referens: INSEE